# Erlen (Bergisch Gladbach)
Erlen ist ein Ortsteil im Stadtteil Alt Refrath der Stadt Bergisch Gladbach  im Rheinisch-Bergischen Kreis.

## Lage und Beschreibung
Erlen liegt im Bereich der Straßenzüge Stachelsgut und Simonswiese. Es bildet mittlerweile mit den umliegenden Ortschaften den geschlossenen Siedlungsbereich (Alt) Refrath.

## Geschichte
Der Ort ist ab der Preußischen Neuaufnahme von 1892 auf Messtischblättern regelmäßig als Erlen oder ohne Namen verzeichnet.
Aufgrund des Köln-Gesetzes wurde die Stadt Bensberg mit Wirkung zum 1. Januar 1975 mit Bergisch Gladbach zur Stadt Bergisch Gladbach zusammengeschlossen. Dabei wurde auch Erlen Teil von Bergisch Gladbach.
| Jahr | Einwohner | Wohngebäude | Kategorie | Politische / kirchliche Zugehörigkeit                |
| ---- | --------- | ----------- | --------- | ---------------------------------------------------- |
| 1895 | 35        | 5           | Ortschaft | Bürgermeisterei Bensberg, Kirchspiel Refrath         |
| 1905 | 35        | 5           | Ortschaft | Bürgermeisterei Bensberg, katholische Pfarre Refrath |